# Mythicomyia tibialis
Mythicomyia tibialis är en tvåvingeart som beskrevs av Daniel William Coquillett 1895. Mythicomyia tibialis ingår i släktet Mythicomyia och familjen svävflugor. Inga underarter finns listade i Catalogue of Life.